# Bishbalik
Bishbalik o Beshbalik (les Cinc Viles) són unes ruïnes a Xinjiang d'una antiga ciutat o ciutats esmentada sovint entre el segle viii i el xiii. Foren redescobertes el 1908 per exploradors russos mercès a les indicacions de fonts xineses. Estan situades a 47 km a l'oest de Kushang (xinès Ku-chong) al comtat de Jimsar (uigur: جىمىسار ناھىيىسى, Jimisar Nahiyisi, Jimisar Nah̡iyisi) a la prefectura autònoma de Changji Hui. Balik (o Baligh) és una paraula turco-mongola que vol dir "vila" i apareix a la composició d'algunes localitzacions geogràfiques com Khanbalik (nom mongol de Pequín o Pequín o Ilibalik, vila del riu Ili, moderna Ilisjk. Les ruïnes són conegudes en xinès com Po-chonhg-tse i ocupen una extensió de 10 km.
Bishbalik apareix a les font xineses a partir del segle ii com a seu d'un príncep local. A partir del 658 va ser centre d'un districte administratiu xinès anomenat "Regió de les Cinc Viles". i era una de les "Quatre Guarnicions" dels xinesos. Apareix esmentada també a les inscripcions de l'Orkhon. En aquest temps els xinesos l'esmenten com Kinman i com Pei-ting (Cort Septentrional). Els xinesos diuen que la regió era poblada pels Scha-to (gens del desert d'arena) entre el 712 i el 818. El 791 fou ocupada pels tibetans i després fou seu d'uns prínceps turcs del grup Basmil que van ser sotmesos pels uigurs el 860.
El 982 una missió xinesa informa que la ciutat tenia 50 temple budistes, un monestir budista, i alguns santuaris maniqueus, a més d'un llac artificial i era la seu del sobirà dels turcs Toghuzghu, potser els mateixos Scha-to. Sota domini uigur, fou residència septentrional del Iduk Kut (Santa Majestat) dels uigurs, i com tots els seus territoris a la part occidental del kanat, sota domini dels kara khitay.
El 1209 el sobirà uigur la va entregar als mongols voluntàriament i va participar en les campanyes de Genguis Kan. Avançat el segle xiii hi va començar a entrar l'islam. El 1253 va prendre possessió del govern mongol de l'Àsia central Masud ibn Muhammad Yalavac, i poc després el Iduk Kut va ordenar secretament al mort de tots els musulmans de la vila (1258). Mongke va ordenar capturar al sobirà uigur per aquests fets, i el va fer executar, però la dinastia va subsistir.
A partir del 1260 sembla que va ser centre d'un estat independent uigur entre el Kanat Mongol i el kanat de Txagatai. Un atac de l'oest fou rebutjat el 1275. Per aquest temps va passar al kanat Txagatai i ja no torna a ser esmentada i se suposa que va desaparèixer al mateix temps que la dinastia dels Iduk Kut al segle xiv. Els xinesos li van donar llavors a la regió el nom de Pei-t'ing, que sembla que era el mateix que Moghulistan donat al kanat Txagatai.